# Eurydome (vệ tinh)
Eurydome /jʊˈrɪdəmiː/, còn được biết là Jupiter XXXII, là một vệ tinh tự nhiên của Sao Mộc. Nó được phát hiện đồng thời với Hermippe bởi một nhóm các nhà thiên văn học từ Đại học Hawaii do Scott S. Sheppard dẫn đầu vào năm 2001, và được định danh tạm thời S/2001 J 4.
Eurydome có đường kính khoảng 3 km và quay quanh Sao Mộc với khoảng cách trung bình là 23.231.000 km trong 722,59 ngày, ở độ nghiêng 149° so với mặt phẳng hoàng đạo (147° so với đường xích đạo của Sao Mộc), chuyển động theo hướng nghịch với vật thể trung tâm của nó và có độ lệch tâm là 0,3770.
Vệ tinh có tên vào tháng 8 năm 2003 là Eurydome trong thần thoại Hy Lạp, là mẹ của Graces.
Eurydome thuộc nhóm Pasiphae, các vệ tinh dị hình chuyển động nghịch hành quanh Sao Mộc ở khoảng cách từ 22,8 đến 24,1 Gm, và ở độ nghiêng khoảng từ 44,5° đến 158,3°.

Hình ảnh khám phá của Hermippe và Eurydome cùng nhau, được chụp bởi CFHT vào tháng 12 năm 2001